# Machemont
Machemont is een gemeente in het Franse departement Oise (regio Hauts-de-France) en telt 753 inwoners (2004). De plaats maakt deel uit van het arrondissement Compiègne.

## Geografie
De oppervlakte van Machemont bedraagt 6,3 km², de bevolkingsdichtheid is 119,5 inwoners per km².
De onderstaande kaart toont de ligging van Machemont met de belangrijkste infrastructuur en aangrenzende gemeenten.

## Demografie
Onderstaande figuur toont het verloop van het inwonertal (bron: INSEE-tellingen).